# 知識分子的鴉片
《知識分子的鴉片》（法語：L'Opium des intellectuels）是法国作家雷蒙·阿隆创作并于1955年出版的作品。英文译版于1957年首次出版。

## 内容
阿隆主要批评了当时众多知识分子对马克思主义产生的依赖。该书的标题是对卡尔·马克思“宗教是人民的鸦片”这一著名说法的倒装，衍生自西蒙娜·韦伊的话：“从最低的意义上来说，马克思主义无疑是一种宗教。它一直被……当作人民的鸦片而使用。” 
阿隆对马克思主义批评道：马克思主义否定了人类文明的一些基本进步，例如探究自由、争议自由、批评自由和投票权。他认为，在当时的知识分子在思想上是不诚实且伪善的，有些人对某些形式的政府或社会（例如资本主义民主）持有强烈的批评态度，却对表现出“正确”意识形态的社会的犯罪和违法行为持宽容态度。因此，他强烈批判这种他所认为的知识分子身上所具有的教条主义和狂热主义。这种教条主义和狂热主义无视任何相反的经验证据而固守一套思想框架，其过程类似于一种世俗宗教或信仰体系。
书中的批评集中在类似思想家让-保罗·萨特的作品上，也批判了将马克思主义的思想形态与尼采和存在主义思想相融合的普遍趋势，该思想使政治研究的审慎性降低。他还着重批判了当时法国知识分子在思想本质中对英美等其他文化的排斥。
阿隆对他所认为的自由民主的优越性所作出的高度评价也与他反对当时流行的反美主义相关联。而反美主义是战后法国左派意识形态的标志，这一事实拉近了阿隆与美国的联系。
这部作品是阿隆最为知名的作品，出版以来多次脱销。

## 译文
- L'Opium des intellectuels, Paris: Calmann-Lévy, 1955.
  - 〔日文譯本〕渡辺善一郎譯，東京：論争社，1960年1月。
  - 〔繁體中文譯本〕蔡英文譯，《知識分子的鴉片》，臺北：聯經出版事業公司，1990年3月。
  - 〔簡體中文譯本〕呂一民、顧杭譯，《知識分子的鴉片》，南京：譯林出版社，2005年。